# Либерти (Индијана)
Либерти (енгл. Liberty) град је у америчкој савезној држави Индијана.

## Демографија
По попису из 2010. године број становника је 2.133, што је 72 (3,5%) становника више него 2000. године.
| Група             | 2000.         | 2010.         |
| Белци             | 2.021 (98,1%) | 2.046 (95,9%) |
| Афроамериканци    | 8 (0,4%)      | 16 (0,8%)     |
| Азијати           | 4 (0,2%)      | 9 (0,4%)      |
| Хиспаноамериканци | 9 (0,4%)      | 33 (1,5%)     |
| Укупно            | 2.061         | 2.133         |